# Øst-Finnmark tingrett
Øst-Finnmark tingrett is een tingrett (kantongerecht) in de Noorse fylke Finnmark. Het gerecht is gevestigd in Vadsø. Het werd gevormd in 2004 toen het tingrett van Vardø werd samengevoegd met het gerecht van Tana og Varanger. Een aantal gemeenten van die gerechten werden toen toegevoegd aan het nieuwe Indre Finnmark tingrett vanwege de mogelijk die dat gerecht biedt om de procedure in het Samisch te voeren.
Het gerechtsgebied van Øst-Finnmark omvat de gemeenten Berlevåg, Båtsfjord, Gamvik, Lebesby, Sør-Varanger, Vadsø en Vardø. Het gerecht maakt deel uit van het ressort van Hålogaland lagmannsrett. In zaken waarbij beroep is ingesteld tegen een uitspraak van Øst-Finnmark zal de zitting van het lagmannsrett meestal worden gehouden in Vadsø.